# Cala Mitjana (Felanitx)
Die Cala Mitjana ist eine Bucht im Osten der Baleareninsel Mallorca. 

## Lage und Beschreibung
Der Ort Cala Mitjana gehört zum Gebiet der Gemeinde Felanitx und befindet sich an der Küste etwa 5 km im Südosten von S’Horta, oder etwa 2 km von Cala d’Or entfernt. 

## Geographie
Die Bucht Cala Mitjana hat eine Breite von etwa 30 Metern und eine Länge von etwa 200. 